# مورتستگ
مورتستگ (به آلمانی: Mürzsteg) یک منطقهٔ مسکونی در اتریش است که در بروک مورتسوچلاگ واقع شده‌است. مورتستگ ۱۰۸٫۵۸ کیلومتر مربع مساحت دارد ۷۸۲ متر بالاتر از سطح دریا واقع شده‌است.